# 高岡忠郷
高岡 忠郷（たかおか たださと、1852年（嘉永4年12月） - 1922年（大正11年）3月26日）は、明治時代の政治家、実業家。衆議院議員（3期）。

## 経歴
越後国蒲原郡別所村（新潟県中蒲原郡十全村、村松町を経て、現五泉市別所）に生まれる。大肝煎の兄・永三の跡を継いだ。
石油採掘および精製業に従事し、1897年（明治30年）5月、新津礦油を創立し社長に就任した。ほか、沼垂銀行取締役を務めた。
早くから自由民権運動に加わり、地方自治においては、十全村会議員、十全村長、新潟県会議員、同議長を歴任した。一時期、友人大竹貫一の意見を受けて中蒲原郡のため中立派に属した以外は、自由党系に所属して活動した。
1890年（明治23年）7月の第1回衆議院議員総選挙では新潟県第3区から出馬し当選。第5回、第6回総選挙でも当選し、衆議院議員を通算3期務めた。
また兄の遺志を継いで、小柳卯三郎、西潟為蔵、田沢実八らと大河津分水路などの治水事業の推進に尽力した。